# Ι

Iota en una letra capital del Etymologicum Magnum (1499).

Iota (en mayúscula Ι, en minúscula ι; llamada en griego antiguo ἰῶτα iôta /i.ɔ̂ː.ta/, en griego moderno (γ)ιώτα (g)ióta /iˈo.ta/) es la novena letra del alfabeto griego.
En el sistema de numeración griega tiene un valor de 10 (Ιʹ).

## Historia

### Variantes epigráficas
En las fuentes epigráficas arcaicas aparecen las siguientes variantes:

## Uso
La palabra iota es usada en inglés y en francés para expresar pequeñas cantidades. Según algunos relatos su uso proviene de una disputa teológica del siglo III y siglo IV de la doctrina arriana de que Jesús (Hijo) y el Dios (Padre) eran naturalezas distintas pero similares, en griego homoi-ousios, contra la doctrina ortodoxa para la cual eran una misma naturaleza, en griego homo-ousios. Las dos palabras difieren únicamente en una iota.

## Unicode
- Griego / Ypogegrammeni

| Carácter      | Ι                         | Ι                         | ι                       | ι                       | ᶥ                          | ᶥ                          | ℩                              | ℩                              |
| ------------- | ------------------------- | ------------------------- | ----------------------- | ----------------------- | -------------------------- | -------------------------- | ------------------------------ | ------------------------------ |
| Unicode       | GREEK CAPITAL LETTER IOTA | GREEK CAPITAL LETTER IOTA | GREEK SMALL LETTER IOTA | GREEK SMALL LETTER IOTA | MODIFIER LETTER SMALL IOTA | MODIFIER LETTER SMALL IOTA | TURNED GREEK SMALL LETTER IOTA | TURNED GREEK SMALL LETTER IOTA |
| Codificación  | decimal                   | hex                       | decimal                 | hex                     | decimal                    | hex                        | decimal                        | hex                            |
| Unicode       | 921                       | U+0399                    | 953                     | U+03B9                  | 7589                       | U+1DA5                     | 8489                           | U+2129                         |
| UTF-8         | 206 153                   | CE 99                     | 206 185                 | CE B9                   | 225 182 165                | E1 B6 A5                   | 226 132 169                    | E2 84 A9                       |
| Ref. numérica | &#921;                    | &#x399;                   | &#953;                  | &#x3B9;                 | &#7589;                    | &#x1DA5;                   | &#8489;                        | &#x2129;                       |
| Ref. entidad  | &Iota;                    | &Iota;                    | &iota;                  | &iota;                  |                            |                            |                                |                                |
| DOS Greek     | 136                       | 88                        | 160                     | A0                      |                            |                            |                                |                                |
| DOS Greek-2   | 173                       | AD                        | 227                     | E3                      |                            |                            |                                |                                |
| Windows 1253  | 201                       | C9                        | 233                     | E9                      |                            |                            |                                |                                |
| TeX           |                           |                           | \iota                   | \iota                   |                            |                            |                                |                                |

| Carácter      | ͺ                   | ͺ                   | ͅ                              | ͅ                              | ι                    | ι                    |
| ------------- | ------------------- | ------------------- | ----------------------------- | ----------------------------- | -------------------- | -------------------- |
| Unicode       | GREEK YPOGEGRAMMENI | GREEK YPOGEGRAMMENI | COMBINING GREEK YPOGEGRAMMENI | COMBINING GREEK YPOGEGRAMMENI | GREEK PROSGEGRAMMENI | GREEK PROSGEGRAMMENI |
| Codificación  | decimal             | hex                 | decimal                       | hex                           | decimal              | hex                  |
| Unicode       | 890                 | U+037A              | 837                           | U+0345                        | 8126                 | U+1FBE               |
| UTF-8         | 205 186             | CD BA               | 205 133                       | CD 85                         | 225 190 190          | E1 BE BE             |
| Ref. numérica | &#890;              | &#x37A;             | &#837;                        | &#x345;                       | &#8126;              | &#x1FBE;             |

- Copto

| Carácter      | Ⲓ                           | Ⲓ                           | ⲓ                         | ⲓ                         |
| ------------- | --------------------------- | --------------------------- | ------------------------- | ------------------------- |
| Unicode       | COPTIC CAPITAL LETTER IAUDE | COPTIC CAPITAL LETTER IAUDE | COPTIC SMALL LETTER IAUDE | COPTIC SMALL LETTER IAUDE |
| Codificación  | decimal                     | hex                         | decimal                   | hex                       |
| Unicode       | 11410                       | U+2C92                      | 11411                     | U+2C93                    |
| UTF-8         | 226 178 146                 | E2 B2 92                    | 226 178 147               | E2 B2 93                  |
| Ref. numérica | &#11410;                    | &#x2C92;                    | &#11411;                  | &#x2C93;                  |

- Latino

| Carácter      | Ɩ                         | Ɩ                         | ɩ                       | ɩ                       |
| ------------- | ------------------------- | ------------------------- | ----------------------- | ----------------------- |
| Unicode       | LATIN CAPITAL LETTER IOTA | LATIN CAPITAL LETTER IOTA | LATIN SMALL LETTER IOTA | LATIN SMALL LETTER IOTA |
| Codificación  | decimal                   | hex                       | decimal                 | hex                     |
| Unicode       | 406                       | U+0196                    | 617                     | U+0269                  |
| UTF-8         | 198 150                   | C6 96                     | 201 169                 | C9 A9                   |
| Ref. numérica | &#406;                    | &#x196;                   | &#617;                  | &#x269;                 |

- Cirílico

| Carácter      | Ꙇ                            | Ꙇ                            | ꙇ                          | ꙇ                          |
| ------------- | ---------------------------- | ---------------------------- | -------------------------- | -------------------------- |
| Unicode       | CYRILLIC CAPITAL LETTER IOTA | CYRILLIC CAPITAL LETTER IOTA | CYRILLIC SMALL LETTER IOTA | CYRILLIC SMALL LETTER IOTA |
| Codificación  | decimal                      | hex                          | decimal                    | hex                        |
| Unicode       | 42566                        | U+A646                       | 42567                      | U+A647                     |
| UTF-8         | 234 153 134                  | EA 99 86                     | 234 153 135                | EA 99 87                   |
| Ref. numérica | &#42566;                     | &#xA646;                     | &#42567;                   | &#xA647;                   |

- Tecnología

| Carácter      | ⍳                          | ⍳                          | ⍸                                   | ⍸                                   |
| ------------- | -------------------------- | -------------------------- | ----------------------------------- | ----------------------------------- |
| Unicode       | APL FUNCTIONAL SYMBOL IOTA | APL FUNCTIONAL SYMBOL IOTA | APL FUNCTIONAL SYMBOL IOTA UNDERBAR | APL FUNCTIONAL SYMBOL IOTA UNDERBAR |
| Codificación  | decimal                    | hex                        | decimal                             | hex                                 |
| Unicode       | 9075                       | U+2373                     | 9080                                | U+2378                              |
| UTF-8         | 226 141 179                | E2 8D B3                   | 226 141 184                         | E2 8D B8                            |
| Ref. numérica | &#9075;                    | &#x2373;                   | &#9080;                             | &#x2378;                            |

- Matemáticas

| Carácter      | 𝚰                              | 𝚰                              | 𝛊                            | 𝛊                            | 𝛪                                | 𝛪                                | 𝜄                              | 𝜄                              | 𝜤                                     | 𝜤                                     | 𝜾                                   | 𝜾                                   |
| ------------- | ------------------------------ | ------------------------------ | ---------------------------- | ---------------------------- | -------------------------------- | -------------------------------- | ------------------------------ | ------------------------------ | ------------------------------------- | ------------------------------------- | ----------------------------------- | ----------------------------------- |
| Unicode       | MATHEMATICAL BOLD CAPITAL IOTA | MATHEMATICAL BOLD CAPITAL IOTA | MATHEMATICAL BOLD SMALL IOTA | MATHEMATICAL BOLD SMALL IOTA | MATHEMATICAL ITALIC CAPITAL IOTA | MATHEMATICAL ITALIC CAPITAL IOTA | MATHEMATICAL ITALIC SMALL IOTA | MATHEMATICAL ITALIC SMALL IOTA | MATHEMATICAL BOLD ITALIC CAPITAL IOTA | MATHEMATICAL BOLD ITALIC CAPITAL IOTA | MATHEMATICAL BOLD ITALIC SMALL IOTA | MATHEMATICAL BOLD ITALIC SMALL IOTA |
| Codificación  | decimal                        | hex                            | decimal                      | hex                          | decimal                          | hex                              | decimal                        | hex                            | decimal                               | hex                                   | decimal                             | hex                                 |
| Unicode       | 120496                         | U+1D6B0                        | 120522                       | U+1D6CA                      | 120554                           | U+1D6EA                          | 120580                         | U+1D704                        | 120612                                | U+1D724                               | 120638                              | U+1D73E                             |
| UTF-8         | 240 157 154 176                | F0 9D 9A B0                    | 240 157 155 138              | F0 9D 9B 8A                  | 240 157 155 170                  | F0 9D 9B AA                      | 240 157 156 132                | F0 9D 9C 84                    | 240 157 156 164                       | F0 9D 9C A4                           | 240 157 156 190                     | F0 9D 9C BE                         |
| Ref. numérica | &#120496;                      | &#x1D6B0;                      | &#120522;                    | &#x1D6CA;                    | &#120554;                        | &#x1D6EA;                        | &#120580;                      | &#x1D704;                      | &#120612;                             | &#x1D724;                             | &#120638;                           | &#x1D73E;                           |

| Carácter      | 𝝞                                         | 𝝞                                         | 𝝸                                       | 𝝸                                       | 𝞘                                                | 𝞘                                                | 𝞲                                              | 𝞲                                              |
| ------------- | ----------------------------------------- | ----------------------------------------- | --------------------------------------- | --------------------------------------- | ------------------------------------------------ | ------------------------------------------------ | ---------------------------------------------- | ---------------------------------------------- |
| Unicode       | MATHEMATICAL SANS-SERIF BOLD CAPITAL IOTA | MATHEMATICAL SANS-SERIF BOLD CAPITAL IOTA | MATHEMATICAL SANS-SERIF BOLD SMALL IOTA | MATHEMATICAL SANS-SERIF BOLD SMALL IOTA | MATHEMATICAL SANS-SERIF BOLD ITALIC CAPITAL IOTA | MATHEMATICAL SANS-SERIF BOLD ITALIC CAPITAL IOTA | MATHEMATICAL SANS-SERIF BOLD ITALIC SMALL IOTA | MATHEMATICAL SANS-SERIF BOLD ITALIC SMALL IOTA |
| Codificación  | decimal                                   | hex                                       | decimal                                 | hex                                     | decimal                                          | hex                                              | decimal                                        | hex                                            |
| Unicode       | 120670                                    | U+1D75E                                   | 120696                                  | U+1D778                                 | 120728                                           | U+1D798                                          | 120754                                         | U+1D7B2                                        |
| UTF-8         | 240 157 157 158                           | F0 9D 9D 9E                               | 240 157 157 184                         | F0 9D 9D B8                             | 240 157 158 152                                  | F0 9D 9E 98                                      | 240 157 158 178                                | F0 9D 9E B2                                    |
| Ref. numérica | &#120670;                                 | &#x1D75E;                                 | &#120696;                               | &#x1D778;                               | &#120728;                                        | &#x1D798;                                        | &#120754;                                      | &#x1D7B2;                                      |